# دیمیتروگراد
دیمیتروگراد (به صربی: Dimitrovgrad) یک روستا در صربستان است که در صربستان جنوبی و شرقی واقع شده‌است. دیمیتروگراد ۵۴۵ متر بالاتر از سطح دریا واقع شده‌است.